# スワロー (音速ラインの曲)
「スワロー」は、日本のバンド音速ラインの1枚目のシングルである。2005年4月13日発売。発売元はユニバーサルミュージック。

## 概要
- メジャーデビューシングル。
- PV監督は土屋隆俊。

## 収録曲
1. スワロー[3:18]
作詞・作曲：藤井敬之、編曲：音速ライン
2. 相合傘[1:46]
作詞・作曲：藤井敬之、編曲：音速ライン
3. C/T/Y[4:43]
作詞・作曲：藤井敬之、編曲：音速ライン

## 収録アルバム

### スワロー
- オリジナル『風景描写』（2005年11月16日）
- ベスト『おとし玉～ベリー ベスト オブ 音速ライン』（2009年1月14日）

### 相合傘
- ベスト『風味絶佳～音速ライン レア・トラック集～』（2009年12月16日）

### C/T/Y
- ベスト『おとし玉～ベリー ベスト オブ 音速ライン』（2009年1月14日）

## タイアップ
- スワロー：TBS系「COUNT DOWN TV」2005年4月度オープニングテーマ